# 鏑木雲潭
鏑木 雲潭（かぶらぎ うんたん、天明2年（1782年） - 嘉永5年11月27日（1853年1月6日））は、江戸時代後期の南画家。名は祥胤、字は三吉。雲潭・實齋・當左生（尚左生とも）と号した。通称は祥蔵。

## 略歴
市河寛斎の次男として生まれる。市河米庵は実兄。江戸の生まれ。
画を谷文晁に学び、大村藩御用絵師・鏑木梅渓の養嗣子となり自身も絵師として大村藩に仕える。文化年間には藩主大村純昌の命を受けて大村城下に赴任している。山水画・花鳥画を得意とした。子の梅亭（1804年 - 1830年）・雲洞（1815年- 1892年）も画家。子の渓庵（1819年 - 1870年）は明清楽の演奏家となっている。門弟に佐久間雲窓がいる。
芝三田長運寺（港区三田4-1-9）に墓所がある。

## 作品
- 「菊図」文化12年（1815年）

## 脚註
1. ↑  結城素明『東京美術家墓所考』
2. ↑  漆山又三郎『近世人名辞典』では卒年を明治3年（1870年）としている。
3. ↑  『寛斎先生余稿・梅渓画譜』1815年
4. ↑  森鷗外『伊沢蘭軒』
5. ↑  白井華陽『画乗要略』1815年